# Castianeira drassodidoides
Castianeira drassodidoides is een spinnensoort uit de familie van de loopspinnen (Corinnidae).
De wetenschappelijke naam van de soort werd in 1915 gepubliceerd door Embrik Strand.